# Magdalena Wagnerová
Magdalena Wagnerová (* 28. srpna 1960, Praha, Československo) je česká spisovatelka a redaktorka.

## Život
Vystudovala Filmovou a televizní fakultu Akademie múzických umění, katedru filmové a televizní scenáristiky a dramaturgie, ročník prof. Ivana Osvalda. Napsala několik scénářů (pohádka Hořké víno, seriál a celovečerní film Saturnin aj.), rozhlasových her a pohádkových seriálů. Byla dramaturgyní mezinárodního vzpomínkového projektu Winton Train, který vyvrcholil 4. září 2009 na Liverpool Street Station v Londýně setkáním stoletého sira Nicholase Wintona s některými ze zachráněných židovských dětí. Od roku 1995 se věnuje převážně knižní tvorbě. V roce 2000 spolu s Ivanem Beránkem, Františkem Drtikolem a Pavlem Štefanem založila nekomerční knižní nakladatelství Havran, kde působí jako redaktorka a vydává zejména moderní evropskou prózu v edici Kamikaze. Je autorkou tří románů a mnoha pohádkových knih, za které byla nominována na cenu Magnesia Litera a Zlatá stuha. Její knihy vyšly také ve francouzštině, angličtině, němčině, španělštině, ruštině, italštině a čínštině. Je zařazena do mnoha slovníků a odborných sborníků českých spisovatelů, kteří se věnují tvorbě pro děti a mládež.

## Dílo

### Knihy pro děti
- Pohádky pod polštář, Volvox Globator, Praha 1992
- Vodníčkova dobrodružství, Aventinum, Praha 1995
- Proč? aneb Pohádky o rybách, ptácích a jiných zvířatech, Havran, Praha 2001
- Modrá pohádka aneb Kachna namodro, Mladá fronta, Praha 2002
- Proto! aneb Pohádky o muchomůrkách, pečených husách a jiných důležitých věcech, Havran, Praha 2002
- Jablečňák, Brio, Praha 2003
- Pes moudřejší člověka, Plot, Praha 2004
- Žabina & spol., Brio, Praha 2005
- Karel. Pohádka o našem deštníku, Dybbuk, Praha 2006
- Záhada č. 28, Havran, Praha 2007
- Hlupýš, Mladá fronta, Praha 2009
- Krys Veliký, Dybbuk, Praha 2010
- Ryba Chyba, Havran, Praha 2012
- Od A do Zet. Abeceda Magdaleny Wagnerové, Triton, Praha / Kroměříž 2014
- Perenda, Plot, Praha 2015
- Malý lesní průvodce, JAS, Praha 2015
- Malý podvodní průvodce, JAS, Praha 2017
- Plamínek (10 pohádkových knih), Plot, Praha 2017-2019
- Salát má pochyby, Albatros, Praha 2021

### Knihy pro dospělé
- Pavouk na šalvěji (literární travestie), Dybbuk, Praha 2003
- Strom s granátovými jablky (literární travestie), Havran, Praha 2004
- Papíří (román), Dybbuk, Praha 2005
- Krajina nedělní (román), Kniha Zlín, Zlín 2010
- Rodinná anamnéza (román), Havran, Praha 2015
- Dva koně se sedmi nohama, Havran, Praha 2023

### Ostatní
- Winton Train. Po sedmdesáti letech znovu do Londýna. (společně s Milanem Vodičkou), Z film & Havran, Praha 2009
- Pověsti staré Prahy, Plot, Praha 2007
- Pražská strašidla a všemožná jiná zjevení, Plot, Praha 2010
- Pražská domovní znamení vyprávějí, Plot, Praha 2011
- Příběhy starých pražských domů, Plot, Praha 2013
- Příběhy ze staré židovské Prahy, Plot, Praha 2015
- Praha město žen, Plot, Praha 2017
- Hlavní role: Praha, Havran, Praha 2018
- Karlův most. Příběhy a legendy., Plot, Praha 2025